# اختطاف أنجيلو ديلا كروز
كان اختطاف أنجيلو ديلا كروز االعامل الفلبيني في الخارج في العراق حدثا أدى إلى انسحاب الجنود الفلبينيين من تحالف القوات متعددة الجنسيات في العراق وهو تحالف متعدد الجنسيات بقيادة الولايات المتحدة مشاركا في حرب العراق.
عرف الخاطفين أنفسهم أنهم أعضاء في أسراب خالد بن الوليد جزء من الجيش الإسلامي في العراق.

## خلفية
كانت الفلبين جزءًا من القوات متعددة الجنسيات في العراق وهو تحالف من جنسيات بقيادة الولايات المتحدة يشارك في حرب العراق. في ذلك الوقت كان هناك 51 جنديًا فلبينيًا يتمركزون في العراق بينما كان هناك حوالي 4000 مدني يعملون في البلاد، وبشكل أساسي بموجب عقود مع القواعد العسكرية للولايات المتحدة. خططت الحكومة الفلبينية لسحب وحدتها من التحالف بحلول أغسطس 2004.

## المختطف
كان انجيلو ديلا كروز عاملا فلبينيا في الخارج يعمل سائق شاحنة لدى شركة سعودية قبل اختطافه وكان يعمل مع الجيش الأمريكي كجزء من وظيفته، وهو مواطن من بامبانغا يبلغ من العمر عند اختطافه 46 عام وهو أب لثلاث اطفال، قبل العمل في العراق كان يعمل في المملكة العربية السعودية مدة 15 عام

## الخطف
اختطف أنجيلو ديلا كروز بالقرب من الفلوجة أثناء نقل الوقود من المملكة العربية السعودية في 7 يوليو 2004، وظهر لاحقا في بث على قناة الجزيرة يتوسل بحياته وعرف الخاطفين أنفسهم أنهم أعضاء في اسراب خالد بن الوليد التابعة للجيش الإسلامي في العراق وطالبو الحكومة الفلبينية بسحب وحداتها المتكونة من 50 فردا من التحالف متعدد الجنسيات بأقرب وقت ممكن وطالبوا بسحب الكتيبة الفلبينية وأن تقدم الحكومة الفلبينية قرارا بحلول 10 يوليو/تموز ثم زعمت الفلبين انها ستسحب وحداتها في 20 اغسطس/اب وانه تم اطلاق سراح ديلا كروز وسيتم إنزاله في فندق ببغداد ولكن نفى الخاطفون هذه المزاعم، وحددو يوم 13 يوليو/تموز موعدا أخيرا للتوصل الى اتفاق مع الحكومة الفلبينية وبعد اجتماع لمجلس الوزراء قالت وزيرة الخارجية أنها لم تمتثل لمطالب المسلحين بيوم الموعد النهائي وقد أخذ ديلا كروز حينها للمكان المقرر فيه اعدامه لكن طلب التمديد ليبعث برسالة لرئيس الفلبين فقام المسلحين بتمديد الموعد 24 ساعة ثم وافقت الفلبين على مطالب المسلحين وتم اعلان إطلاق سراحه وسط ابتهاج شعبي.